# Некрасовка (Бахчисарайский район)
Некра́совка (до 1945 года Голюмбе́й; укр. Некрасовка, крымскотат. Gölümbey, Голюмбей) — село Бахчисарайского района Республики Крым, административно подчинено Тенистовскому сельскому поселению (согласно административно-территориальному делению Украины — Тенистовскому сельскому совету Автономной Республики Крым).

## Современное состояние
В Некрасовке 4 улицы, по данным сельсовета на 2009 год, к селу приписано 567 гектаров угодий, 127 дворов и 346 жителей, работает несколько магазинов. Село связано автобусным сообщением с Бахчисараем, Севастополем и Симферополем. У авторассы находится братская могила советских воинов, скончавшихся в 95 медсанбате 87-й гвардейской стрелковой дивизии.

## Название
По версии известного специалиста по крымской ойкономии Валерия Бушакова, название Голюмбей означает глава племени («бий») «голюм».

## Население
| 2001 | 2014 |
| ---- | ---- |
| 347  | ↘331 |

### Динамика численности
| - 1805 год — 151 чел. - 1864 год — 151 чел. - 1886 год — 165 чел. - 1887 год — 339 чел. - 1892 год — 190 чел. - 1902 год — 199 чел. - 1915 год — 170/31 чел. | - 1926 год — 419 чел. - 1939 год — 430 чел. - 1989 год — 316 чел. - 2001 год — 347 чел. - 2009 год — 346 чел. - 2014 год — 331 чел. |

## География
Некрасовка расположена в нижнем течении Качи, на обоих берегах реки, высота центра села над уровнем моря 50 м. Село, как и все в долине, лежит на южной, левобережной стороне, вдоль старой дороги 35К-021 (по украинской классификации — С-0-10215, узкой, извилистой, но живописной. Новое, ровное шоссе 35К-021 Бахчисарай — Орловка (Т-2701 украинской классификации), положено по противоположной стороне долины. Расстояние до Бахчисарая около 19 километров, там же ближайшая железнодорожная станция. Центр автономии Симферополь находится в 45 километрах. От села до морского побережья в районе Орловки 12 километров.

## История
Впервые село упомянуто в Камеральном описании Крыма 1784 года как деревня бакчи-сарайскаго каймаканства Качи Беш Паресы Кадылыка (судебного округа) Гулюмбей. После присоединения Крыма к России (8) 19 апреля 1783 года, (8) 19 февраля 1784 года, именным указом Екатерины II сенату, на территории бывшего Крымского Ханства была образована Таврическая область и деревня была приписана к Симферопольскому уезду. После Павловских реформ, с 1796 по 1802 год, входила в Акмечетский уезд Новороссийской губернии. По новому административному делению, после создания 8 (20) октября 1802 года Таврической губернии, Голюмбей был включён в состав Актачинской волости Симферопольского уезда.
В Ведомости о всех селениях в Симферопольском уезде состоящих с показанием в которой волости сколько числом дворов и душ… от 9 октября 1805 года в Голюмбее записано 30 дворов в которых проживало 149 крымских татар и 2 цыгана и владельцы деревни — генерал-майор Гавро и полковник Афинсос. На военно-топографической карте генерал-майора Мухина 1817 года в деревне обозначен 31 двор. В результате реформы волостного деления 1829 года Голумбей, согласно «Ведомости о казённых волостях Таврической губернии 1829 года», отнесли к Дуванкойской волости (преобразованной из Чоргунской). На карте 1842 года в Голюмбее 36 жилых домов.
В 1860-х годах, после земской реформы Александра II, деревня осталась в составе преобразованной Дуванкойской волости. Согласно «Списку населённых мест Таврической губернии по сведениям 1864 года», составленному по результатам VIII ревизии 1864 года, Голумбей — владельческая татарская деревня (и владельческие дачи), с 24 дворами, 151 жителем и 2 мечетями при реке Каче. По обследованиям профессора А. Н. Козловского начала 1860-х годов, в селении имелись колодцы с пресной водой глубиной 2—4 сажени, а также жители пользовались водой из Качи. На трёхверстовой карте Шуберта 1865—1876 года дворов в деревне — 43. На 1886 год в деревне, согласно справочнику «Волости и важнѣйшія селенія Европейской Россіи», проживало 165 человек в 42 домохозяйствах, действовала мечеть. В составленной по данным X ревизии 1887 года «Памятной книге Таврической губернии 1889 года» в деревне Голюмбій записано 339 жителей в 68 дворах (на верстовой карте 1890 года обозначено 33 двора с крымскотатарским населением).
После земской реформы 1890-х годов деревня осталась в составе преобразованной Дуванкойской волости. Согласно «…Памятной книжке Таврической губернии на 1892 год», в деревне Голумбей, входившей в Калымтайское сельское общество, было 190 жителей в 40 домохозяйствах на 325 десятинах собственной земли. По «…Памятной книжке Таврической губернии на 1902 год» в деревне Голумбей, входившей в Калымтайское сельское общество, числилось 199 жителей в 27 домохозяйствах. Сохранился документ о постройке в декабре 1914 года в деревне нового здания медресе (средняя мусульманская школа) и общежития при нём. Следовательно, медресе существовало и раньше, что говорит о неординарном положении села в то время. По Статистическому справочнику Таврической губернии. Ч.II-я. Статистический очерк, выпуск шестой Симферопольский уезд, 1915 год, в деревне Голумбей (на Каче) Дуванкойской волости Симферопольского уезда числилось 32 двора с татарским населением в количестве 170 человек приписных жителей и 31 — «посторонних», из которых 115 мужчин и 86 женщин. Жители владели126 десятинами удобной земли. В хозяйствах имелось 49 лошадей, 12 волов, 40 коров и 390 голов мелкого скота. Также к селению были приписаны хутор и около 10 частных садов.
После установления в Крыму Советской власти, по постановлению Крымревкома от 8 января 1921 года была упразднена волостная система и село вошло в состав Симферопольского уезда (округа), а в 1922 году уезды получили название округов. 11 октября 1923 года, согласно постановлению ВЦИК, в административное деление Крымской АССР были внесены изменения, в результате которых был создан Бахчисарайский район и село включили в его состав. Согласно Списку населённых пунктов Крымской АССР по Всесоюзной переписи 17 декабря 1926 года, в селе Голумбей, центре Голумбейского сельсовета Бахчисарайского района, имелось 92 двора, из них 90 крестьянских, население составляло 419 человек (200 мужчин и 219 женщин). В национальном отношении учтено: 309 татар, 75 русских, 27 караимов, 5 украинцев, 1 немец, 2 еврея, действовала русско-татарская школа. По данным всесоюзной переписи населения 1939 года в селе проживало 430 человек.

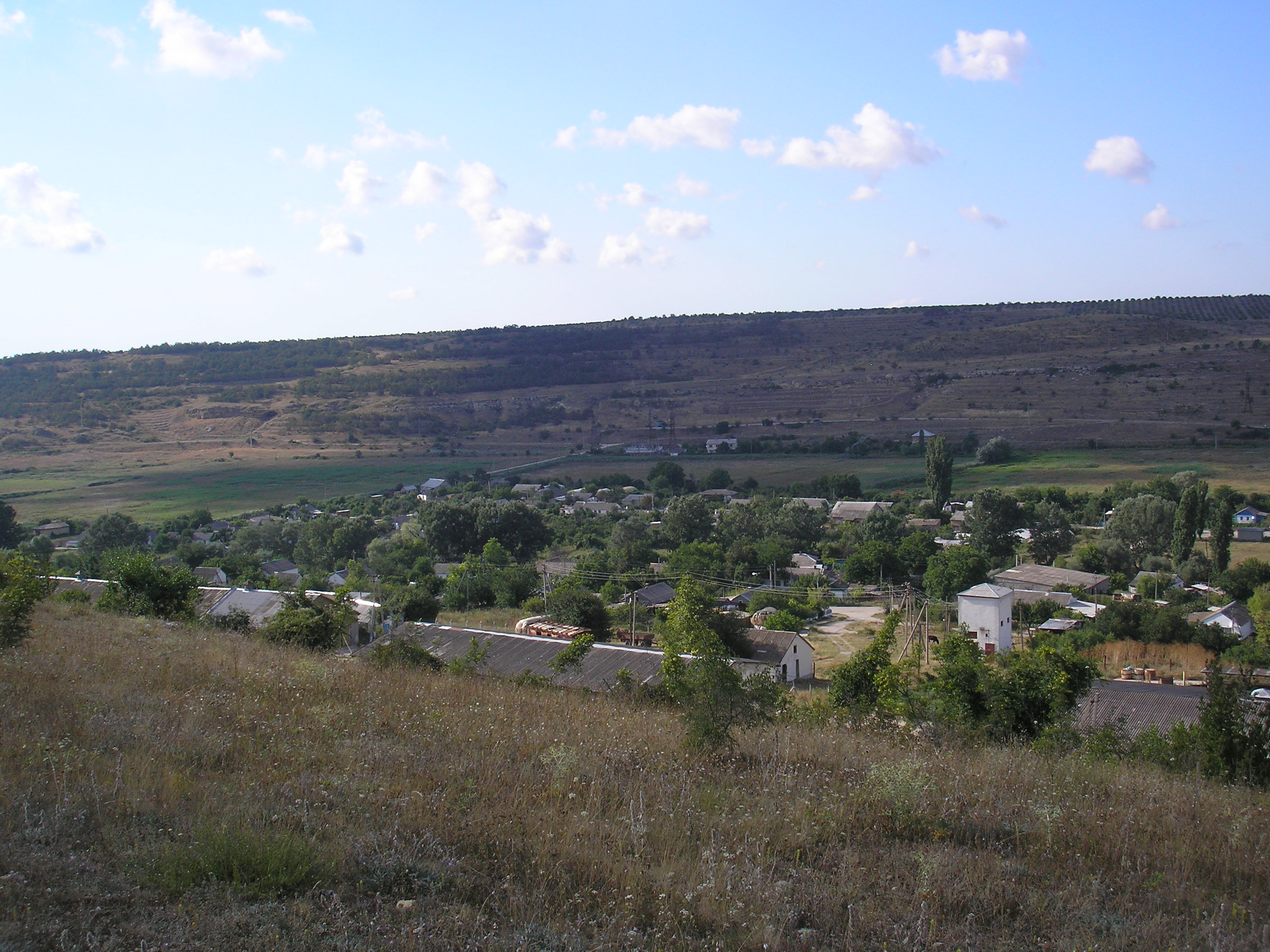
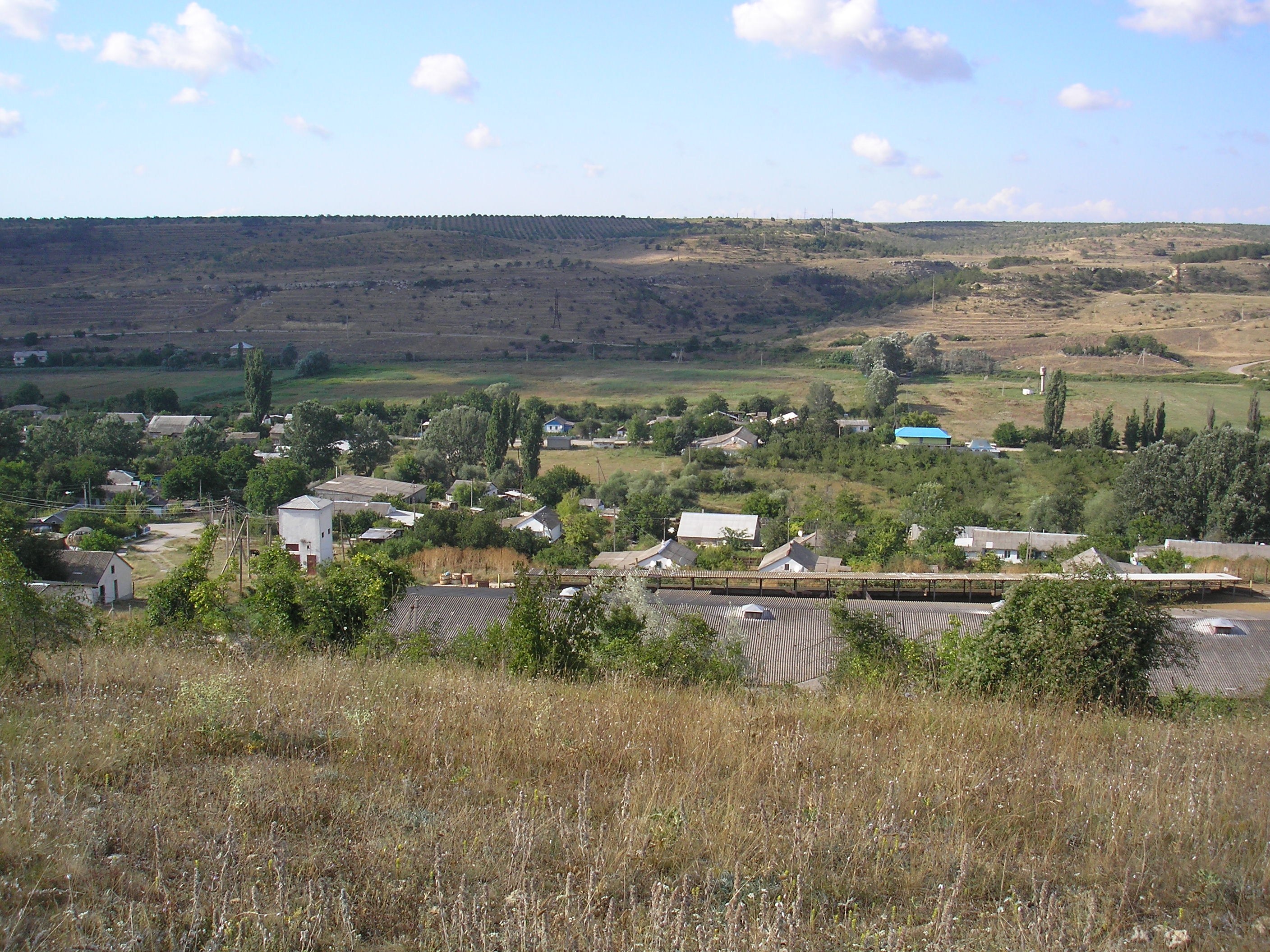
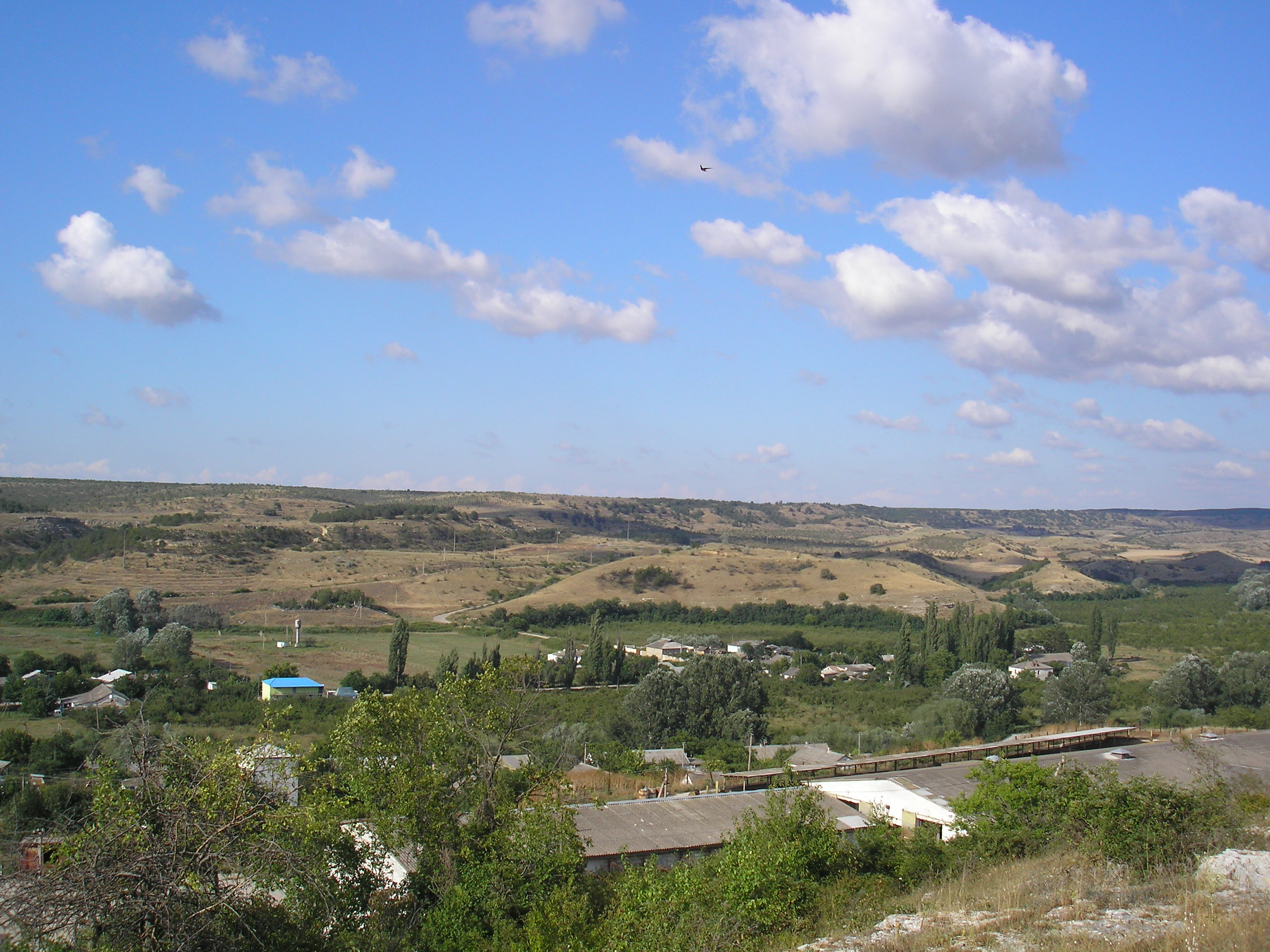
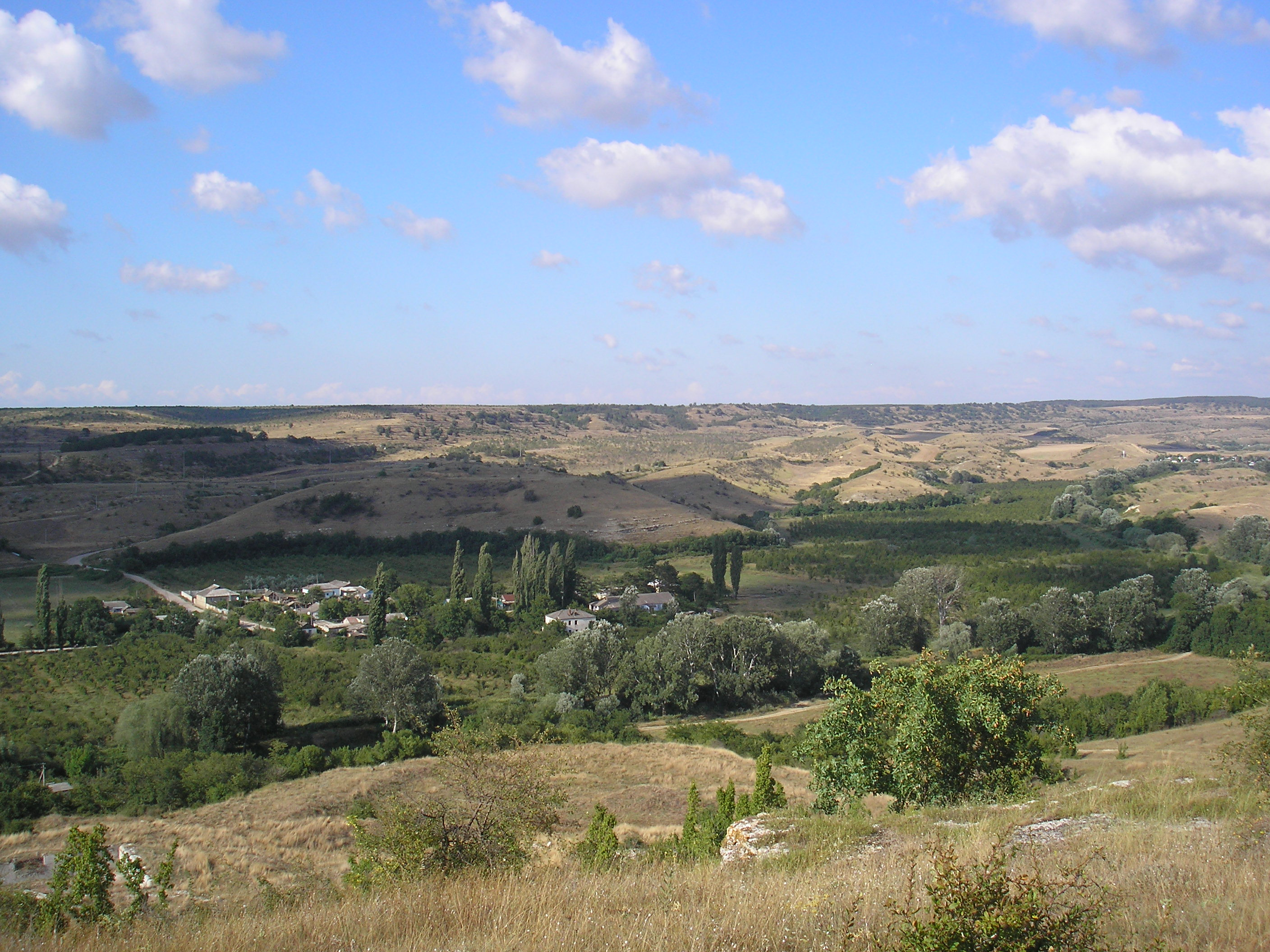

В 1944 году, после освобождения Крыма от фашистов, согласно Постановлению ГКО № 5859 от 11 мая 1944 года, 18 мая крымские татары были депортированы в Среднюю Азию. 12 августа 1944 года было принято постановление № ГОКО-6372с «О переселении колхозников в районы Крыма» по которому в район планировалось переселить 6000 колхозников и в сентябре 1944 года в район приехали первые новосёлы (2146 семей) из Орловской и Брянской областей РСФСР, а в начале 1950-х годов последовала вторая волна переселенцев из различных областей Украины. 21 августа 1945 года, указом Президиума Верховного Совета РСФСР, Голюмбей переименовали в Некрасовку, а Голюмбейский сельсовет — в Некрасовский. С 25 июня 1946 года в составе Крымской области РСФСР, а 26 апреля 1954 года Крымская область была передана из состава РСФСР в состав УССР. Время упразднения сельсовета пока не установлено: на 15 июня 1960 года село уже числилось в составе Тенистовского сельсовета. По данным переписи 1989 года в селе проживало 316 человек. С 12 февраля 1991 года село в восстановленной Крымской АССР, 26 февраля 1992 года переименованной в Автономную Республику Крым. С 21 марта 2014 года в составе Крыма аннексирована Россией.